# Benjamin Creswick

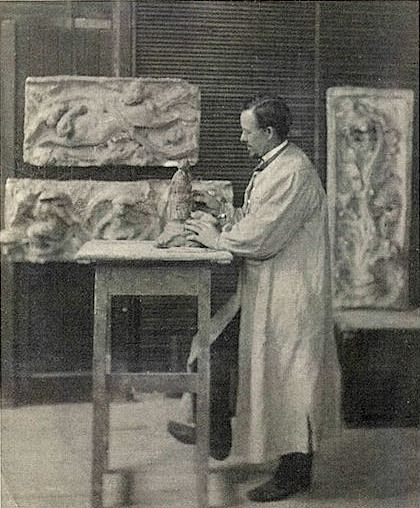
Benjamin Creswick in seinem Atelier

Benjamin Creswick (* 29. Januar 1853 in Sheffield, England; † 1946 in Sutton Coldfield, Warwickshire) war ein englischer Bildhauer, der durch seine Beiträge zur Arts-and-Crafts-Bewegung und seine Bauplastiken bekannt wurde.

## Leben

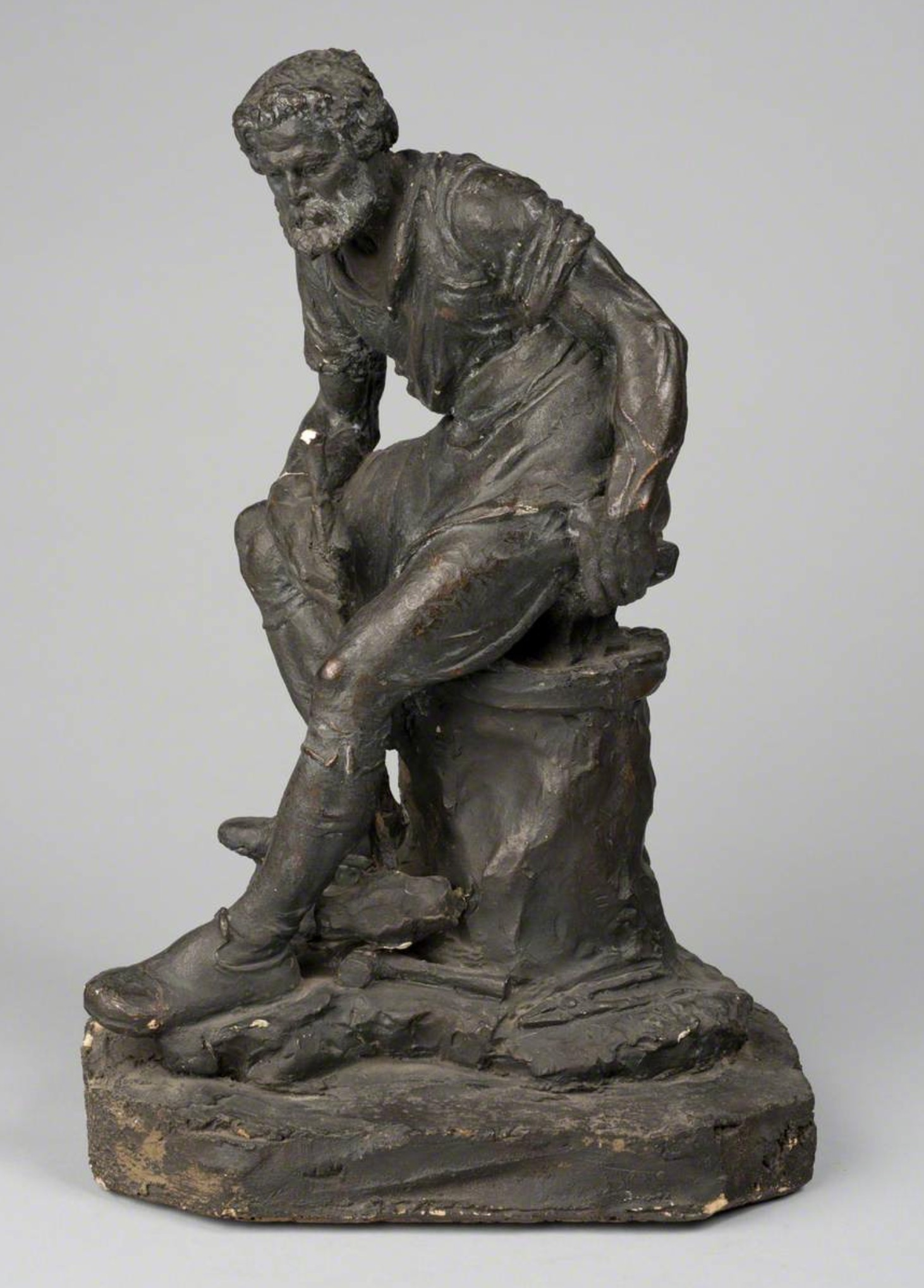
The Blacksmith (Der Schmied) von Benjamin Creswick. William Morris Galerie

Benjamin Creswick wurde in Sheffield als Sohn eines Brillenmachers geboren und begann seine berufliche Laufbahn als Messerschleifer. Aufgrund gesundheitlicher Probleme in diesem Beruf wandte er sich der Bildhauerei zu. Sein Talent wurde von John Ruskin erkannt, der ihn förderte und ihm zu einer künstlerischen Karriere verhalf. Mit Ruskins Unterstützung zog Creswick nach Coniston und später nach London, wo er sein eigenes Atelier eröffnete. Er arbeitete mit dem Architekten Arthur Heygate Mackmurdo zusammen und war Mitglied der Century Guild. Benjamin Creswick war auch als Lehrer tätig und beeinflusste durch seine Arbeit an der Birmingham School of Art eine ganze Generation von Künstlern. Von 1889 bis 1918 leitete er dort die Abteilung für Bildhauerei. Ab 1903 lebte er in Sutton Coldfield, wo er 1946 starb.

## Werk

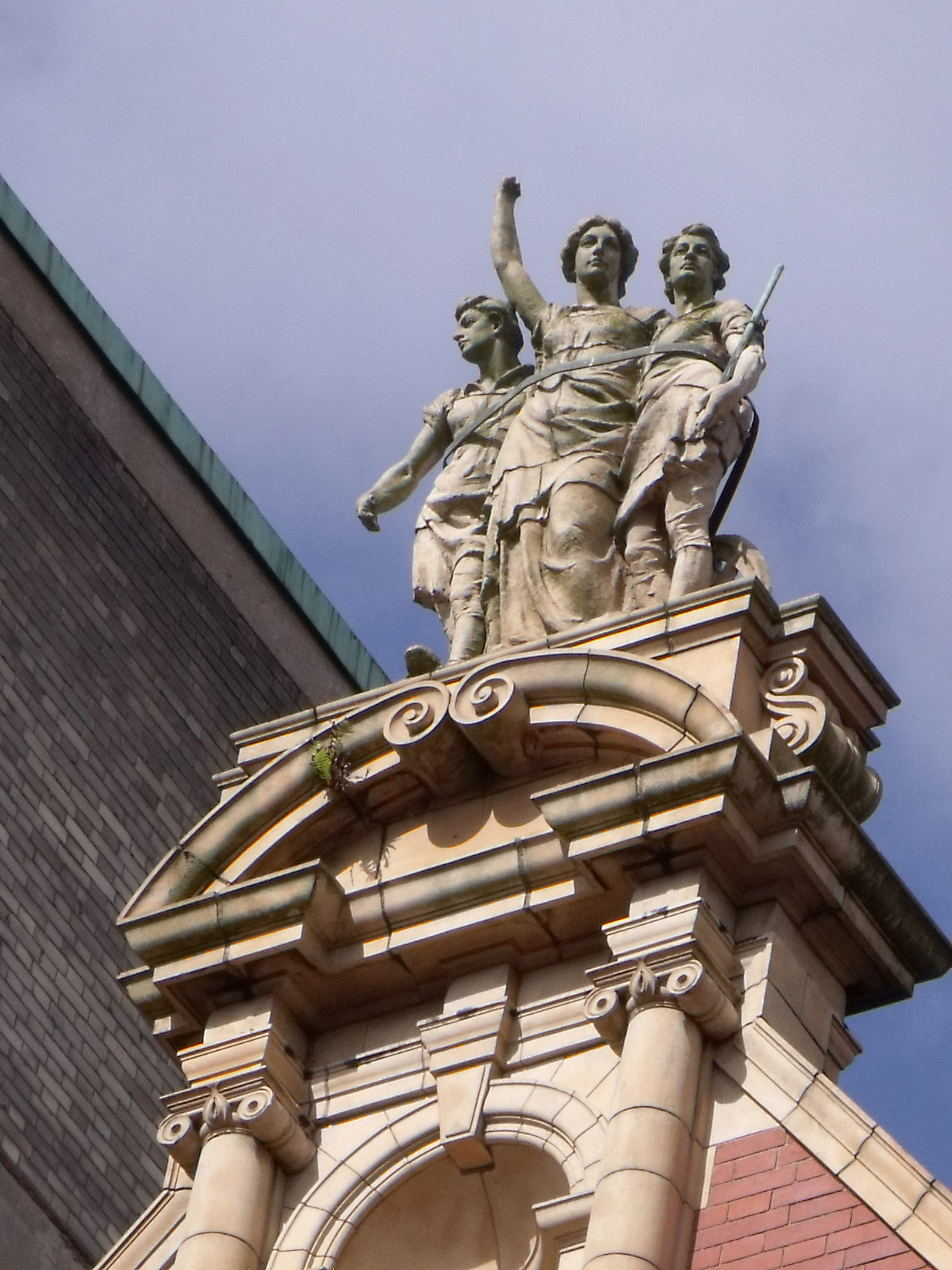
Bauplastik von Benjamin Creswick. Pitman Chambers, Corporation Street, Birmingham

Benjamin Creswick war ein vielseitiger Künstler, der mit verschiedenen Materialien wie Terrakotta, Holz, Bronze und Metall arbeitete. Seine Werke zeichnen sich durch eine realistische Darstellung des Arbeitslebens und eine enge Verbindung zur Arts-and-Crafts-Bewegung aus. Zu seinen bedeutendsten Werken zählen:
- Ein Terrakotta-Fries für die Cutlers' Hall in London (1887), der die verschiedenen Phasen der Messerherstellung darstellt.
- Reliefs für die Zentralbibliothek in Leeds (1884) mit Porträts berühmter Schriftsteller.
- Dekorative Arbeiten für Pownall Hall in Cheshire in Zusammenarbeit mit Arthur Heygate Mackmurdo.
- Terracottarelief The Blacksmith's Forge, später im Besitz von William Morris.